# 乌克兰青年共产主义联盟
烏克蘭青年共產主義聯盟(烏克蘭語：Ленінська комуністична спілка молоді України ) 是西烏克蘭共產黨所屬的青年組織，烏克蘭青年共產主義聯盟隸屬於青年共產國際。 

## 歷年成員人數
烏克蘭青年共產主義聯盟歷年成員人數如下：
1929：520人。 
1930年：1240人。
1931年：1300人。
1933年：3900人。 
1934年：1100人。
1936年：8000人。 